# Hard Place
Hard Place è un singolo della cantante statunitense H.E.R., pubblicato nel 2019 come primo estratto dal suo quinto EP I Used to Know Her: Part 2 e secondo estratto dalla raccolta I Used to Know Her.
Nell'ambito dei Grammy Awards 2020 il brano ha ottenuto le candidature nelle categorie registrazione dell'anno e canzone dell'anno.

## Riconoscimenti
BET Awards
- BET HER Awards

Grammy Award
- Candidatura alla registrazione dell'anno
- Candidatura alla canzone dell'anno

NAACP Image Award
- Candidatura alla migliore canzone contemporary
- Candidatura al miglior video musicale

Soul Train Music Award
- Candidatura al "The Ashford and Simpson" compositore dell'anno

## Tracce
1. Hard Place – 3:32 (Gabriella Wilson, Sam Ashworth, David “Swagg R’Celious” Harris, Ruby Amanfu)